# Душан Чкребић
Душан Чкребић (Ниш, 7. август 1927 — Београд, 7. април 2022) био је учесник Народноослободилачке борбе и друштвено-политички радник СР Србије и СФР Југославије. У периоду од 1984. до 1986. обављао је дужност председника Председништва СР Србије, а у периоду пре тога налазио се и на функцијама председника Извршног већа Скупштине СР Србије, од 1974 до 1978, Скупштине СР Србије, од 1978. до 1982. и Централног комитета Савеза комуниста Србије, од 1982. до 1984. године.

## Биографија
Рођен је 7. августа 1927. године у Нишу, у сиромашној занатлијској породици. Отац му је био обућар, а мајка домаћица. Основну школу похађао је у Врњачкој Бањи и Крагујевцу. У Крагујевац из Врњачке Бање доселио се у јесен 1937. године. Био је ђак Крагујевачке гимназије и у њој је матурирао 1947. године. Учествовао је као добровољац на Сремском фронту, као и у завршним операцијама за ослобођење Југославије, у Трећем крагујевачком батаљону Прве пролетерске ударне бригаде. Из рата се вратио одликован Орденом за храброст и официрским чином. Имао је чин резервног мајора ЈНА.
Студије аеронаутике почео је 1947. у Совјетском Савезу на Московском авијационом институту (МАИ), као стипендиста југословенске владе. У лето 1948, због Резолуције Информбироа, прекинуо је студије у Москви и наставио их исте године у јесен у Београду. Дипломирао је јуна 1953. на Електротехничком факултету у Београду. Ужа струка му је електро-енергетика. Радио је као дипломирани електроинжењер-енергетичар у Војном ваздухопловном институту у Жаркову, како на одржавању електромоторног погона, тако и на аутоматској регулацији аеродинамичких тунела у повоју. Био је директор техничке службе одржавања у Коксари у Лукавцу, НР БиХ. Изабран је за генералног директора „Фабрике соде” у Лукавцу у јесен 1958. године. У овим фабрикама радио на припремама за градњу фабрике азотних ђубрива у Коксари и фабрике цемента у Фабрици соде. Обе ове фабрике су у међувремену изграђене и успешно послују. Био је као стипендиста Уједињених нација на усавршавању и специјализацији у термоелектранама великих капацитета у систему RWE (Рајнско-Вестфалске електране) у Западној Немачкој, као и у фабрикама са синхроним електромоторним погонима великих снага, и проучавао њихов утицај на електроенергетску мрежу. Положио је државни испит за овлашћеног дипломираног инжењера електротехнике.
У Социјалистичкој Републици Србији био је подсекретар у Републичком секретаријату за привреду, при чему се посебно бавио енергетским развојем СР Србије. Био је председник Привредне коморе Србије. Председник Извршног већа Скупштине СР Србије је био у периоду 1974—1978, а у периоду 1978—1982. и председник Скупштине СР Србије. У време његовог мандата, изграђен је аутопут Београд—Баточина (115км), завршена је изградња пруге Београд—Бар и Чачак—Пожега, окончани су радови на каналу Дунав—Тиса—Дунав, основан је Универзитет у Крагујевцу и Педагошко-технички факултет у Чачку, у Београду је изграђен Сава центар. Отпочела је изградња Клиничког центра Србије у Београду, донета је одлука за почетак изградње ТЕ НИКОЛА ТЕСЛА Б, снаге 2 x 620 МW, и ХЕ ЂЕРДАП II, пуштена је у рад сателитска станица у Приликама, код Ивањице, изграђен мост на Дунаву Смедерево—Ковин и мост на Морави на путу за Пожаревац, отворен је у Колубарском угљеном басену угљенокоп Тамнава.
Био је изабран за председника Централног комитета СК Србије за период 1982—1984, а председника Председништва СР Србије 1984—1986. године. Био је члан Централног комитета СКЈ од 1982. до 1990, а Председништва ЦК СКЈ од 1982. до 1984. и од 1986. до јуна 1990. године. Након промене власти у Србији, у јесен 1987. био је члан Председништва ЦК СКЈ. На 17. седници ЦК СКЈ октобра 1988. на нестатутарном гласању о поверењу члановима Председништва које је организовао Стипе Шувар, једино њему није изгласано поверење, а што је потом потакло Васила Тупурковског да то објасни деловањем, тзв. непринципијелне коалиције у ЦК СКЈ. Он је поднео оставку, али је на интервенцију Слободана Милошевића повукао. У време док је био председник Председништва СР Србије, јуна 1984, потписао је акт о одобрењу наставка градње храма Светог Саве у Београду. Због политике коју је водио Милошевић, разишао се са њим средином 1990, када је овај био у зениту своје политичке популарности, и од тада није учествовао у политичком животу.
Бавио се, по одласку у пензију јуна 1990. године, мемоаристиком, публицистиком, савременом политичком историјом и сарађивао у политичким и културним часописима.
Преминуо је 7. априла 2022. године у Београду, у 95. години живота. Сахрањен је у Алеји заслужних грађана на Новом гробљу у Београду.

## Публицистички рад
- Књига мемоарске прозе Запис на песку, Београд, 1995;
- Политички и мемоарски есеји Између памћења и заборава, Нови Сад, 2007;
- Мемоарски спис Живот. Политика. Коментари, Београд, 2008;
- Мемоарски есеји Поглед искоса, Београд, 2009;
- Монографија Коча Поповић — дубока људска тајна, Београд, у четири издања — прво 2011, друго проширено 2012, треће 2017. и четврто издање 2019. године;
- Мемоарски есеји Људи и догађаји, Београд, 2013;
- Монографија Коминтерна — Бурни догађаји и њихове последице по СФРЈ и Србију, Београд, 2018.[3]

## Одликовања
Носилац је више домаћих и страних одликовања, међу којима су југословенски Орден заслуга за народ са златном звездом, Орден рада са црвеном заставом, Орден за храброст, француски Орден Легије части официрског реда, и француски Орден за националне заслуге командирског реда, италијански орден Merito Bella Repubblica Italijana.
Добитник је и највишег ордена Српске православне цркве — Орден Светог Саве првог степена. Ово одликовање добио је 29. децембра 2007, јер је јуна 1984, као председник Председништва СР Србије, потписао акт о одобрењу наставка градње Храма Светог Саве у Београду.
Дана 15. фебруара 2022, одликован је Сретењским орденом првог степена.

## Видите још
- Влада Душана Чкребића